# جيرالد س. توماس
جيرالد س. توماس (بالإنجليزية: Gerald C. Thomas)‏ هو ضابط أمريكي، ولد في 29 أكتوبر 1894 في سلاتر في الولايات المتحدة، وتوفي في 7 أبريل 1984 في واشنطن العاصمة في الولايات المتحدة.